# 波爾克鎮區 (伊利諾伊州馬庫平縣)
波爾克鎮區（英語：Polk Township）是位於美國伊利諾伊州馬庫平縣的一個行政鎮區。

## 地方資料
根據2010年美國人口普查的數據，波爾克鎮區的面積為94.30平方千米，當中陸地面積為93.60平方千米，而水域面積為0.70平方千米。當地共有人口544人，而人口密度為每平方千米5.77人。